# Nikolaj Gavrilovič Spafarij
Nikolaj Gavrilovič Spafarij (rusky Николай Гаврилович Спафарий, moldavsky Nicolae Milescu Spătaru/Николае Милеску-Спэтару; 1636–1708) byl moldavský šlechtic a diplomat, od začátku 70. let 17. století v ruských službách. Autor mnoha vědeckých prací a zejména popisu jeho mise do čchingské Číny.

## Život
Nikolaj Spafarij pocházel z bojarské rodiny moldavského knížectví, narodil se roku 1636. Získal kvalitní vzdělání v patriarší škole v Konstantinopoli: ovládal řečtinu, arabštinu, latinu, turečtinu. Studoval i v italské Padově.
Sloužil moldavskému knížectví jako diplomat, byl vyslancem v Turecku (1660–1664), Švédsku (1666), Francii (1667–1668). Roku 1671 přešel do služeb ruského carství jako překladatel v Posolském prikazu.
Roku 1675 byl pověřen vedením mise do říše Čching. Rozhovory v Pekingu v květnu–srpnu 1676 neměly konkrétní výsledky. Stejně jako u dalších ruských vyslanců (Fjodora Bajkova) se střetl ruský požadavek na formální rovnoprávnost jednajících států s čchingskou koncepcí diplomatických vztahů chápající všechny okolní státy jako vazaly. A ani jedna strana nechtěla ustoupit.
Po návratu do Moskvy roku 1678 se účastnil jednání s Moldavskem a Valašskem, roku 1695 se účastnil azovského pochodu Petra I.
Napsal kolem třicítky vědeckých prací, největší význam mají jeho zápisky z cesty do Číny, které obsahují cenné informace o tehdejších poměrech na Sibiři i v Číně.
Zemřel roku 1707 či 1708, snad v Moskvě.